# Association of Radio Industries and Businesses
A Association of Radio Industries and Businesses (Associação de Indústrias e Empresas de Rádio), comumente chamada ARIB é uma organização de padronização japonesa. O ARIB é designado como o "centro da promoção do uso eficiente do espectro de rádio" pelo Ministro das Relações Internas e Comunicações.